# Grotte de Nouvel Athos
 (octobre 2023).
Si vous disposez d'ouvrages ou d'articles de référence ou si vous connaissez des sites web de qualité traitant du thème abordé ici, merci de compléter l'article en donnant les références utiles à sa vérifiabilité et en les liant à la section « Notes et références ».
La grotte de Nouvel Athos  (ou Novoafonskaya, grotte Novy Afon, ou grotte Nouvel Afon) (en géorgien : ახალი ათონის მღვიმე; en abkhaze: Афон Ҿыцтәи аҳаҧы) est une grotte karstique située sur le versant du mont Iverian, près de Nouvel Athos, dans la République autoproclamée d'Abkhazie, en Géorgie.

## Description

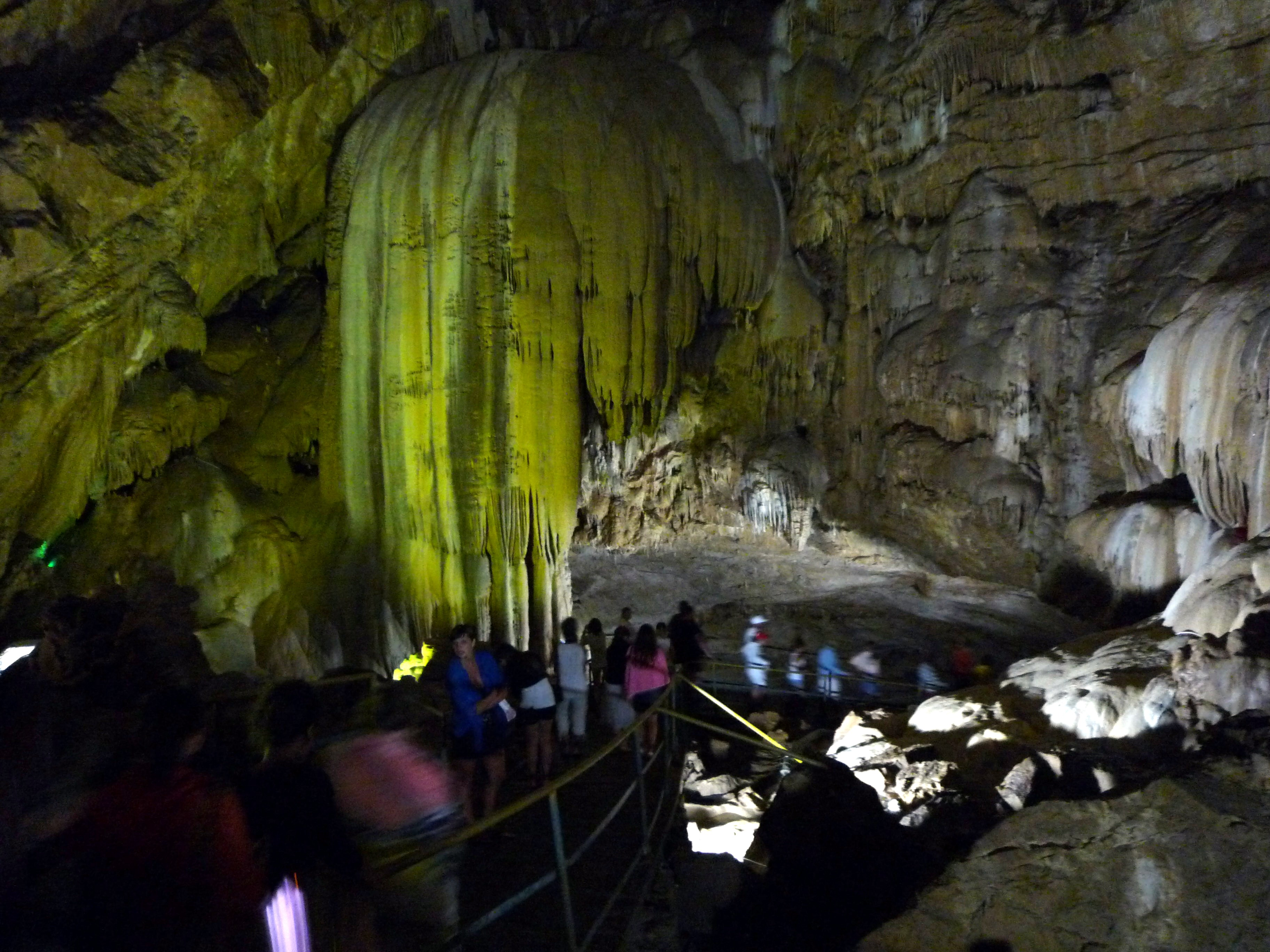
Visite de la grotte de Nouvel Athos.

Elle est l'une des grottes les plus vastes du monde avec un volume d'environ un million de mètres cubes. À Nouvel Athos, près de la grotte se trouve le monastère Saint-Simon le Zélote.
La grotte fut découverte en 1961, elle se compose de neuf grandes galeries et est une attraction touristique depuis 1975. La grotte fonctionne avec son propre chemin de fer souterrain qui comporte trois stations.